# Brew
BREW (Brew MP, viết tắt từ cụm từ Binary Runtime Environment for Wireless) là một nền tảng để chạy các chương trình trên máy điện thoại di động sử dụng chipset của Qualcomm. BREW được tích hợp trong một số tính năng trong điện thoại nhưng lại không có ở trong điện thoại thông minh. BREW được phát triển năm 1999, là nền tảng cho các ứng dụng không dây trên điện thoại CDMA, ra mắt vào tháng 09 năm 2001.